# Epic Rap Battles of History
Epic Rap Battles of History는 에픽 로이드와 나이스 피터가 만든 유튜브 영상 시리즈로, 역사에 등장하는 인물이나 영화, 만화 등에 등장하는 가상인물들끼리 랩으로 배틀을 하는 내용이다.

## 시즌 1
- 존 레논 VS 빌 오라일리 (John Lennon vs Bill O'Reilly)
- 아돌프 히틀러 VS 다스 베이더 (Adolf Hitler vs Darth Vader)
- 에이브러햄 링컨 VS 척 노리스 (Abraham Lincoln vs Chuck Norris)
- 세라 페일린 VS 레이디 가가 (Sarah Palin vs Lady Gaga)
- 헐크 호건 VS 김정일 (Hulk Hogan vs Kim Jong-il)
- 저스틴 비버 VS 루트비히 판 베토벤 (Justin Bieber vs Ludwig van Beethoven)
- 알베르트 아인슈타인 VS 스티븐 호킹 (Albert Einstein vs Stephen Hawking)
- 칭기즈 칸 VS 부활절 토끼 (Genghis Khan vs Easter Bunny)
- 나폴레옹 보나파르트 VS 나폴레옹 다이너마이트 (Napoleon Bonaparte vs Napoleon Dynamite)
- 빌리 메이스 VS 벤저민 프랭클린 (Billy Mays vs Ben Franklin)
- 간달프 VS 덤블도어 (Gandalf vs Dumbledore)
- 닥터 수스 VS 윌리엄 셰익스피어 (Dr. Seuss vs William Shakespeare)
- 미스터 T VS 미스터 로저스 (Mr. T vs Mr. Rogers)
- 크리스토퍼 콜럼버스 VS 캡틴 커크 (Christopher Columbus vs Captain Kirk)
- 나이스 피터 VS 에픽 로이드 (Nice Peter vs EpicLLOYD)

## 시즌 2
- 아돌프 히틀러 VS 다스 베이더 2 (Adolf Hitler vs Darth Vader 2)
- 마스터 추장 VS 레오니다스 1세 (Master Chief vs Leonidas)
- 마리오브라더스 VS 라이트 형제 (Mario Brothers vs Wright Brothers)
- 마이클 잭슨 VS 엘비스 프레슬리 (Michael Jackson vs Elvis Presley)
- 클레오파트라 7세 필로파토르 VS 마릴린 먼로 (Cleopatra vs Marilyn Monroe)
- 스티브 잡스 VS 빌 게이츠 (Steve Jobs vs Bill Gates)
- 프랭크 시나트라 VS 프레디 머큐리 (Frank Sinatra vs Freddie Mercury)
- 버락 오바마 VS 밋 롬니 (Barack Obama vs Mitt Romney)
- 닥터 브라운 VS 닥터 후 (Doc Brown vs Doctor Who)
- 이소룡 VS 클린트 이스트우드 (Bruce Lee vs Clint Eastwood)
- 배트맨 VS 셜록 홈즈 (Batman vs Sherlock Holmes)
- 모세 VS 산타 클로스 (Moses vs Santa Claus)
- 아담 VS 이브 (Adam vs Eve)
- 마하트마 간디 VS 마틴 루서 킹 (Gandhi vs Martin Luther King Jr.)
- 토머스 에디슨 VS 니콜라 테슬라 (Thomas Edison vs Nikola Tesla)
- 베이브 루스 VS 랜스 암스트롱 (Babe Ruth vs Lance Armstrong)
- 모차르트 VS 스크릴렉스 (Mozart vs Skrillex)
- 라스푸틴 VS 스탈린 (Rasputin vs Stalin)

## 시즌 3
- 아돌프 히틀러 VS 다스 베이더 3 (Adolf Hitler vs Darth Vader 3)
- 검은 수염 VS 알 카포네 (Blackbeard vs Al Capone)
- 마일리 사이러스 VS 잔 다르크 (Miley Cyrus vs Joan of Arc)
- 밥 로스 VS 파블로 피카소 (Bob Ross vs Pablo Picasso)
- 마이클 조던 VS 무함마드 알리 (Micheal Jordan vs Muhammad Ali)
- 도널드 트럼프 VS 에비니저 스크루지 (Donald Trump vs Ebenezer Scrooge)
- 릭 그라임스 VS 월터 화이트 (Rick Grimes vs Walter White)
- 손오공 VS 슈퍼맨 (Goku vs Superman)
- 스티븐 킹 VS 에드거 앨런 포 (Stephen King vs Edger Allan Poe)
- 아이작 뉴턴 VS 빌 나이 (Issac Newton vs Bill Nye)
- 조지 워싱턴 VS 윌리엄 월리스 (George Washington vs William Wallace)
- 도나텔로, 레오나르도 다 빈치, 미켈란젤로 부오나로티, 라파엘로 산치오 VS 닌자 거북이 (Artists vs TMNT)

## 시즌 4
- 고스트 버스터즈 VS 미스 버스터즈 (GhostBusters vs MythBusters)
- 로미오와 줄리엣 VS 보니와 클라이드 (Romeo & Juliet vs Bonnie & Clyde)
- 토르 VS 제우스 (Thor vs Zeus)
- 잭 더 리퍼 VS 한니발 렉터 (Jack the Ripper vs Hannibal Lecter)
- 오프라 윈프리 VS 엘런 디제너러스 (Oprah Winfrey vs Ellen DeGeneres)
- 스티븐 스필버그 VS 앨프리드 히치콕 (Steven Spielberg vs Alfred Hitchcok)
- 루이스와 클라스 VS 빌과 텔 (Lewis and Clark vs Bill & Ted)
- 데이빗 카퍼필드 VS 해리 후디니 (David Copperfield vs Harry Houdini)
- 터미네이터 VS 로보캅 (Terminator vs RoboCop)
- 노자, 손무, 공자 VS 니체, 소크라테스, 볼테르 (Eastern Philosophers vs Western Philosophers)
- 샤카 줄루 VS 가이우스 카이사르 (Shaka Zulu vs Julius Caesar)
- 짐 헨슨 VS 스탠 리 (Jim Henson vs Stan Lee)

## 보너스 전투
- 데드풀 VS 보바 펫 (Deadpool vs Boba Fett)

## 시즌 5
- J. R. R. 톨킨 VS 조지 R. R. 마틴 (J. R. R. Tolkien vs George R. R. Martin)
- 고든 램지 VS 줄리아 차일드 (Gordon Ramsay vs Julia Child)
- 프레더릭 더글러스 VS 토머스 제퍼슨 (Frederick Douglass vs Thomas Jefferson)
- 제임스 본드 VS 오스틴 파워 (James Bond vs Austin Powers)
- 브루스 배너 VS 브루스 제너 (Bruce Banner vs Bruce Jenner)
- 알렉산드로스 3세 메가스 VS 이반 4세 (Alexander the Great vs Ivan the Terrible)
- 도널드 트럼프 VS 힐러리 클린턴 (Donald Trump vs Hillary Clinton)
- 지우 VS 찰스 다윈 (Ash Ketchum vs Charles Darwin)
- 원더우먼 VS 스티비 원더 (Wonder Woman vs Stevie Wonder)
- 토니 호크 VS 웨인 그레츠키 (Tony Hawk vs Wayne Gretzky)
- 시어도어 루스벨트 VS 윈스턴 처칠 (Theodore Roosevelt vs Winston Churchill)
- 나이스 피터 VS 에픽로이드 2 (Nice Peter vs EpicLLOYD 2)